# Idrolasi
In biochimica una idrolasi (numero EC 3) è un enzima che catalizza l'idrolisi di un legame chimico. Un enzima in grado di catalizzare la seguente reazione, ad esempio, appartiene alla famiglia delle idrolasi.
A–B + H2O → A–OH + B–H

## Nomenclatura
Il nome sistematico di ogni idrolasi è composto nel modo seguente: "[Nome substrato] idrolasi". In ogni caso, spesso si usa la terminologia "[Nome substrato]asi", come avviene ad esempio per le nucleasi, che idrolizzano acidi nucleici, o le fosfatasi, che idrolizzano gruppi fosfato.

## Classificazione
La classificazione degli enzimi mediante numero EC inserisce le idrolasi nella categoria EC 3. Esistono inoltre 13 ulteriori sottoclassi, costituite in base al tipo di legame idrolizzato dall'enzima.
- EC 3.1: idrolizza legami estere (esterasi);
- EC 3.2: idrolizza legami zuccherini (glicosidasi);
- EC 3.3: idrolizza legami etere;
- EC 3.4: idrolizza legami peptidici (proteasi o peptidasi)
- EC 3.5: idrolizza legami carbonio-azoto (e altri legami peptidici);
- EC 3.6: idrolizza legami anidridici;
- EC 3.7: idrolizza legami carbonio-carbonio;
- EC 3.8: idrolizza legami di alogenuri;
- EC 3.9: idrolizza legami fosforo-azoto;
- EC 3.10: idrolizza legami zolfo-azoto;
- EC 3.11: idrolizza legami fosforo-carbonio;
- EC 3.12: idrolizza legami zolfo-zolfo;
- EC 3.13: idrolizza legami zolfo-carbonio;

## Patologia
L'alterazione della sintesi di questa classe chimica di enzimi, solitamente su base genetica, determina una serie di patologie facenti parte dell'eterogeneo gruppo delle malattie da accumulo lisosomiale.